# 栋茨多夫
栋茨多夫（德語：Donzdorf，發音：[ˈdɔntsˌdɔʁf] ⓘ）是德国巴登-符腾堡州斯图加特行政区格平根县的城市，面积39.82平方千米，2023年12月31日人口为11,031人。